# Домброва-Гурнича (станція)

Домброва-Гурнича — залізнична станція в Домброві-Гурнічій, в Сілезькому воєводстві, в Польщі. Станція розташована в центрі міста, на вулиці Колейовій, 3, неподалік від важливих точок міста: Палац Культури Заглембя (550 м), Торговий центр Погорія (600 м), Фабрика Повна Життя (400 м). Станція була збудована в XIX столітті як наскрізна, Варшавсько-Віденської залізниці. Це головна станція міста, яка забезпечує прямі залізничні сполучення до Варшави, Білостока, Ченстохови та Бельсько-Бяла. Від неї відправляються потяги майже всіх категорій, включаючи Twoje Linie Kolejowe, PKP Intercity, Express InterCity, а також регіональні потяги Сілезької залізниці. Це важливий транспортний вузол, що сполучає Домброву-Гурнічну з іншими містами Верхньосілезької агломерації.

## Інфраструктура

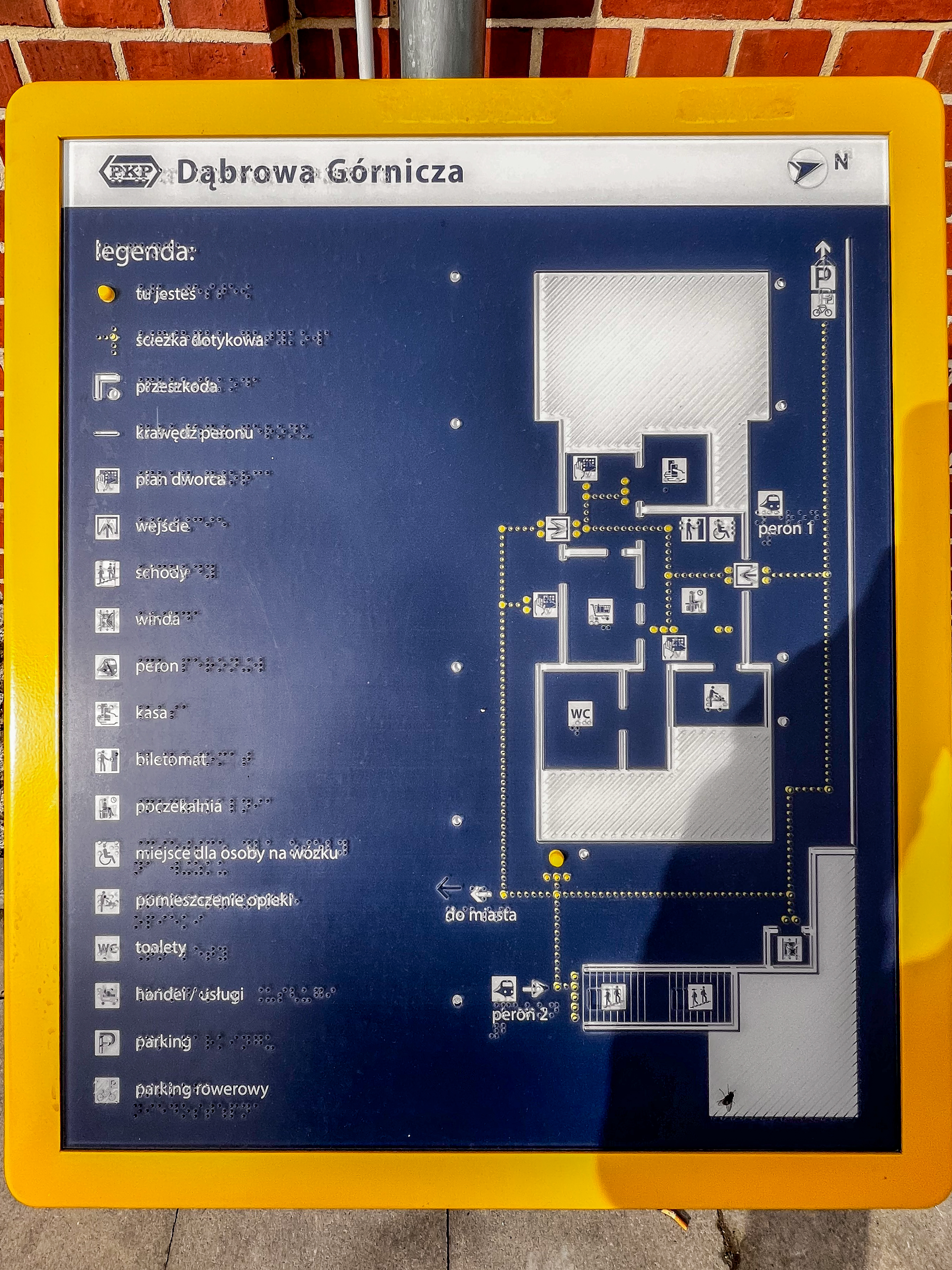
Схема станції

Будівля вокзалу, побудована в 1888 році, була капітально модернізована під час робіт, завершених у 2023 році, включно з  новими фундаментами, перекриття та кроквяну систему. Будівля отримала сучасні інтер'єри, включаючи кондиціоновану залу, каси, залу очікування, туалети та простір для догляду за дітьми. На вокзалі також знаходиться Домбровський Інкубатор Підприємництва.
Станція має дві платформи, які адаптовані для обслуговування людей з інвалідністю: ліфти та пандуси для інвалідних візків. Платформи обладнані навісами, лавками та електронними інформаційними табло. Платформи з'єднані підземним переходом, що з'єднує їх із будівлею вокзалу. Перехід також з'єднує обидві сторони колії, об'єднуючи інфраструктуру з обох її боків. Біля вокзалу у 2023 році було створено пересадний центр та паркування, що забезпечують 375 місць для стоянки з обох боків, будучи частиною інфраструктури Паркуй і їдь. На вокзалі є навіс для велосипедів (20 критих місць) та стійки (30 відкритих місць). Поруч знаходиться станція Метровелосипеда, а в усьому місті їх є кілька. До станції також ведуть велосипедні доріжки.

## Пасажирський рух
Щоденно через станцію проходить близько 94 пасажирських поїздів, які пропонують регіональні, міжміські сполучення та одне міжнародне сполучення.
| Рік  | Річний обмін | Щоденний обмін пасажирами | місце у Польщі |
| ---- | ------------ | ------------------------- | -------------- |
| 2017 | 584 000      | 1 600                     |                |
| 2018 | 621 000      | 1 700                     |                |
| 2019 | 730 000      | 2 000                     |                |
| 2020 | 476 000      | 1 300                     |                |
| 2021 | 438 000      | 1 200                     |                |
| 2022 |              | 1 500                     |                |

## Історія
Залізнична станція Домброва-Гурніча - колишня складова Варшавсько-Віденської залізниці, шо сполучала Варшаву з кордоном австрійського поділу — Галичиною. Лінія також була відома як Залізниця Варшавсько-Віденська, а її дільницю у Домброві було відкрито в 1858 році. У 1859 році було відкрито продовження лінії до Сосновця. Спочатку було прокладено лише одну колію, протягом 1860-1880 років було прокладено другу. Лінія, що проходить через Домброву, була відгалуженням Варшавсько-Віденської залізниці, створеним для сполучення з кордоном із Пруссією в Сосновці та з метою транспортування вугілля з Домбровського басейну вглиб країни. 

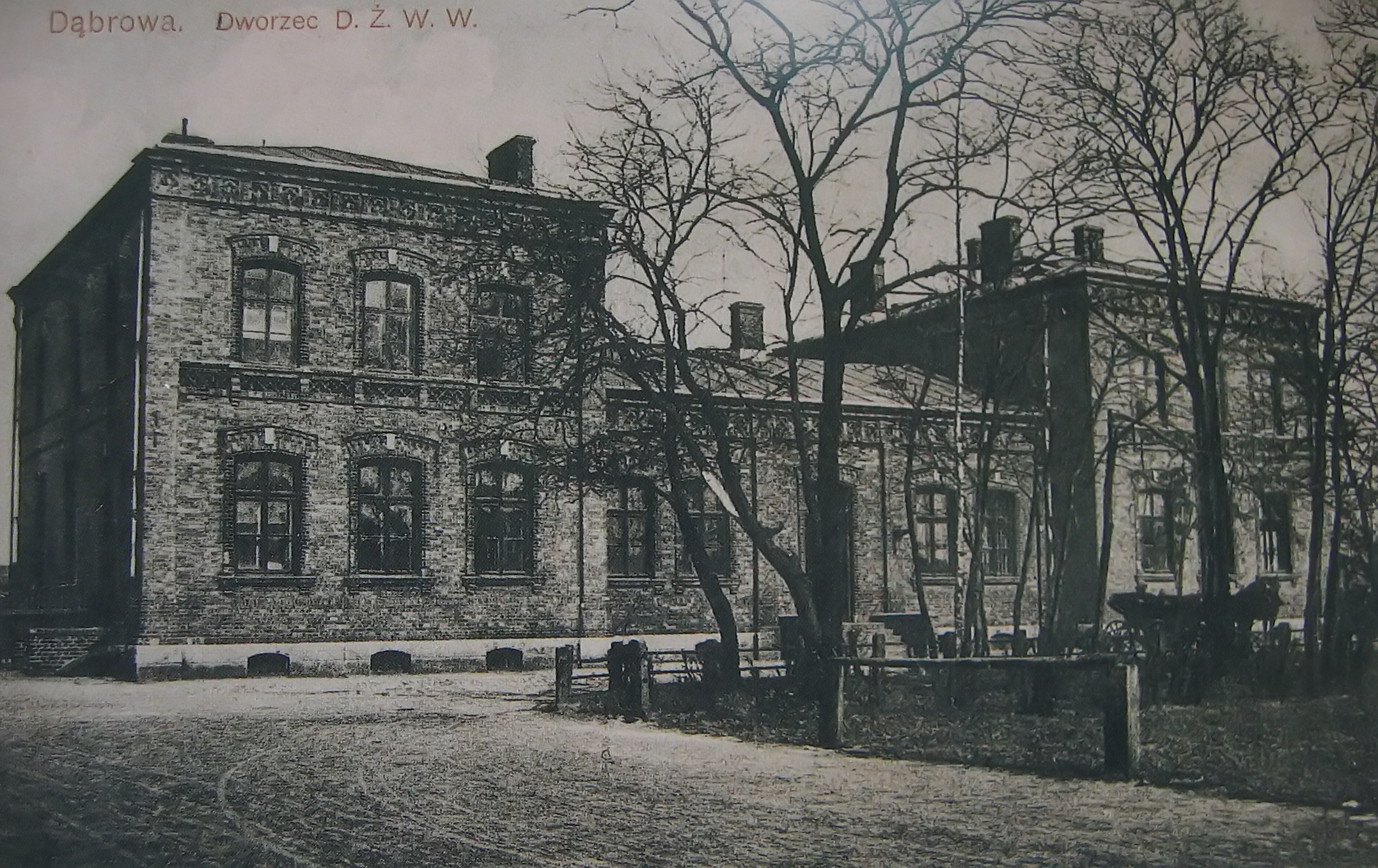
Віденський вокзал (1915)

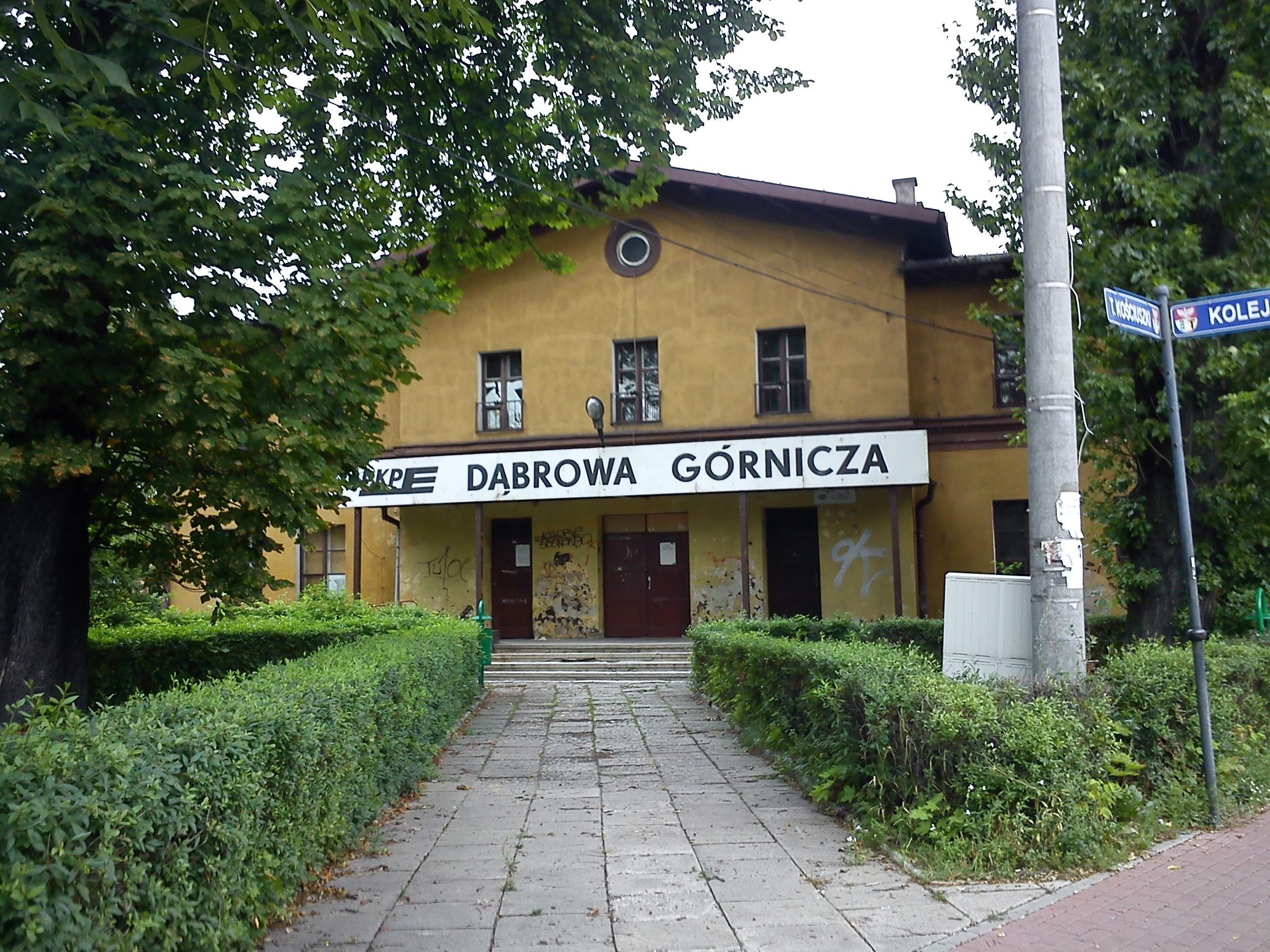
Іваногродський вокзал (2013)

Будівлю вокзалу в Домброві-Гурнічій відкрито в 1888 році. Це об'єкт з підвалом, побудований на прямокутному плані з середньою частиною вужчою. Він складається з трьох прямокутних блоків. Будівля має два надземні поверхи та центральну одноповерхову частину. Мансардний поверх будівлі не використовується. Цегляні фасади мають багатий архітектурний декор у вигляді обрамлень віконних та дверних прорізів, карниза, що відокремлює поверхи будівлі, а також карниза, що знаходиться під лінією даху.
Через розвиток міста та перебудову залізничної мережі в 1910 році весь вузол Іваногродсько-Домбровської залізниці було перенесено на околицію. Для її потреб було побудовано вокзал, який використовували в другій половині XX століття та на початку XXI століття. У 1912 році Варшавсько-Віденська залізниця була націоналізована російським урядом. Після відновлення незалежності Польщі, лінія була включена до мережі польських залізниць. Станція Домброва-Гурніча -- вузлова, звідси відгалужуються колії до Загуржа та Гути Катовіце та під'їзна колія до заводу Defum.
18 квітня 2020 року PKP підписали договір з архітектурною майстернею GPVT на розробку проекту реконструкції вокзалу. У грудні 2020 року в рамках реконструкції околиць вокзалу було знесено Іваногродсько-Домбровський вокзал і розпочато ремонт старішої будівлі "Віденського вокзалу". Під час його модернізації було створено зал очікування, каси та санвузол, а вся будівля була адаптована для обслуговування осіб з інвалідністю. Крім того, було побудовано підземний перехід, що з'єднує будівлю з платформою. Вартість ремонтних робіт становить близько 20 млн злотих. Модернізацію завершено у 2023 році, а вокзал отримав статус агломераційного вокзалу.

## Транспортні зв'язки
Безпосередньо біля вокзалу знаходиться транспортний вузол: чотирипозиційна автобусна зупинка Домброва-Гурніча Вокзал PKP, яка обслуговує 9 міських та одну метропольну лінію, що забезпечують сполучення з центром міста, іншими районами Домброви-Гурнічої та сусідніми містами, паркінг P+R, паркінг B+R; стоянка таксі, паркувальні місця K+R; станція системи метропольного велосипеда Метровелосипед № 27768; На відстані 100 м на північ від станції знаходяться зупинки Домброва Гурніча Лімановського, а на відстані 700 м від станції на південній стороні знаходиться головний транспортний вузол міста Домброва Гурніча Центр, який обслуговує 27 автобусних ліній і 3 трамвайні лінії громадського метропольного транспорту, а також приватні лінії.

## Галерея

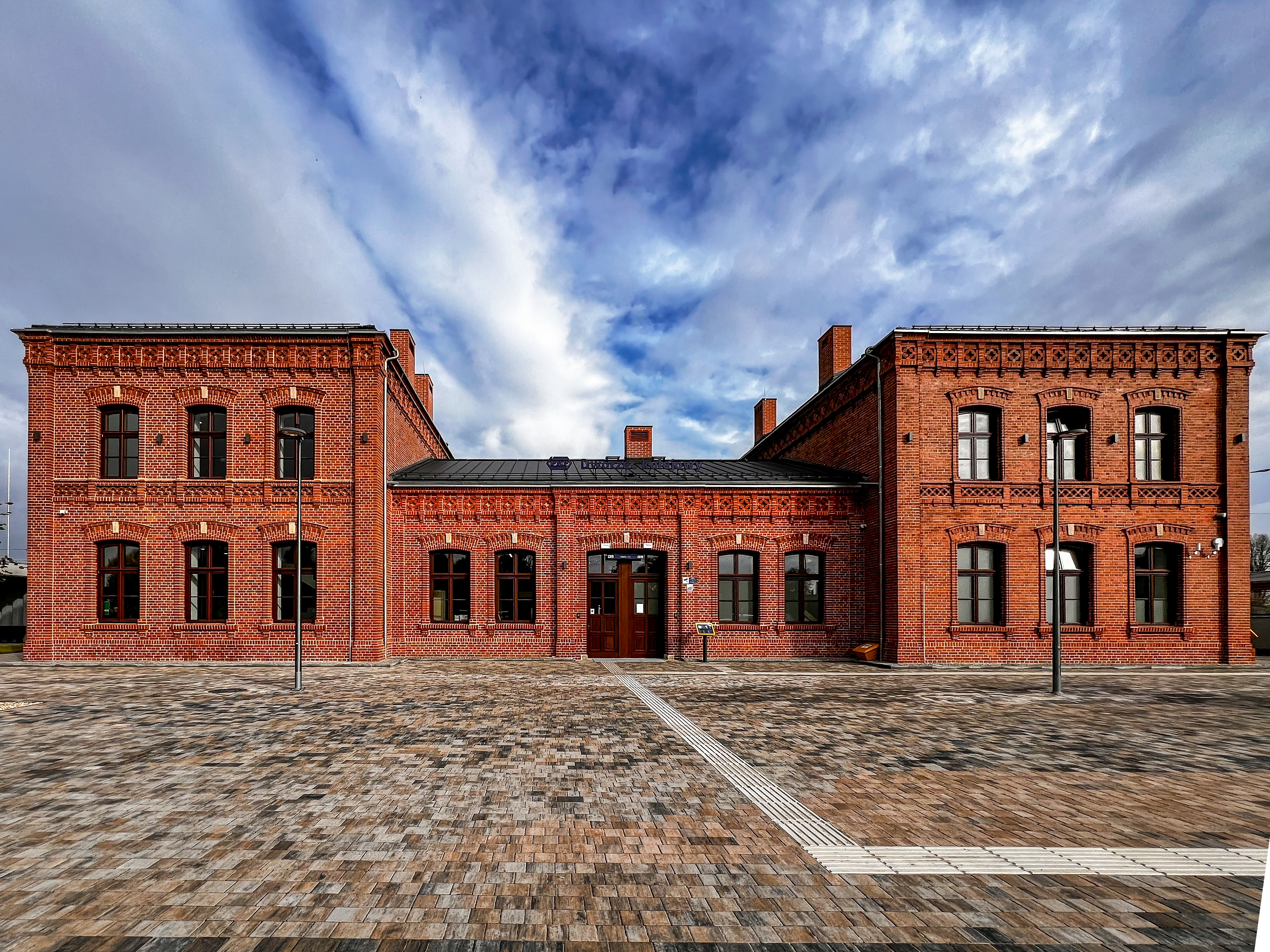
Віденський вокзал після реновації (2023)
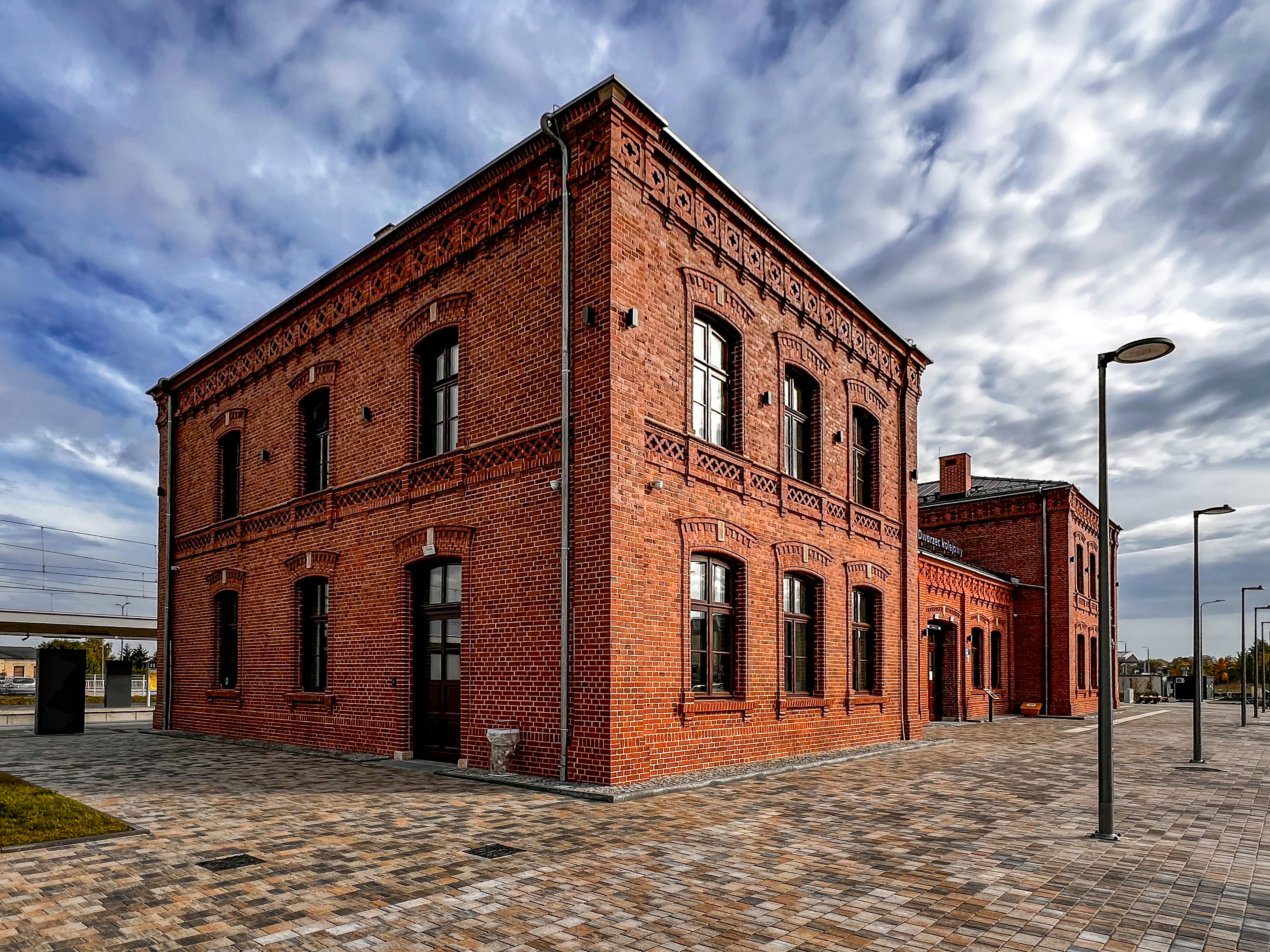
Віденський вокзал після реновації (2023)
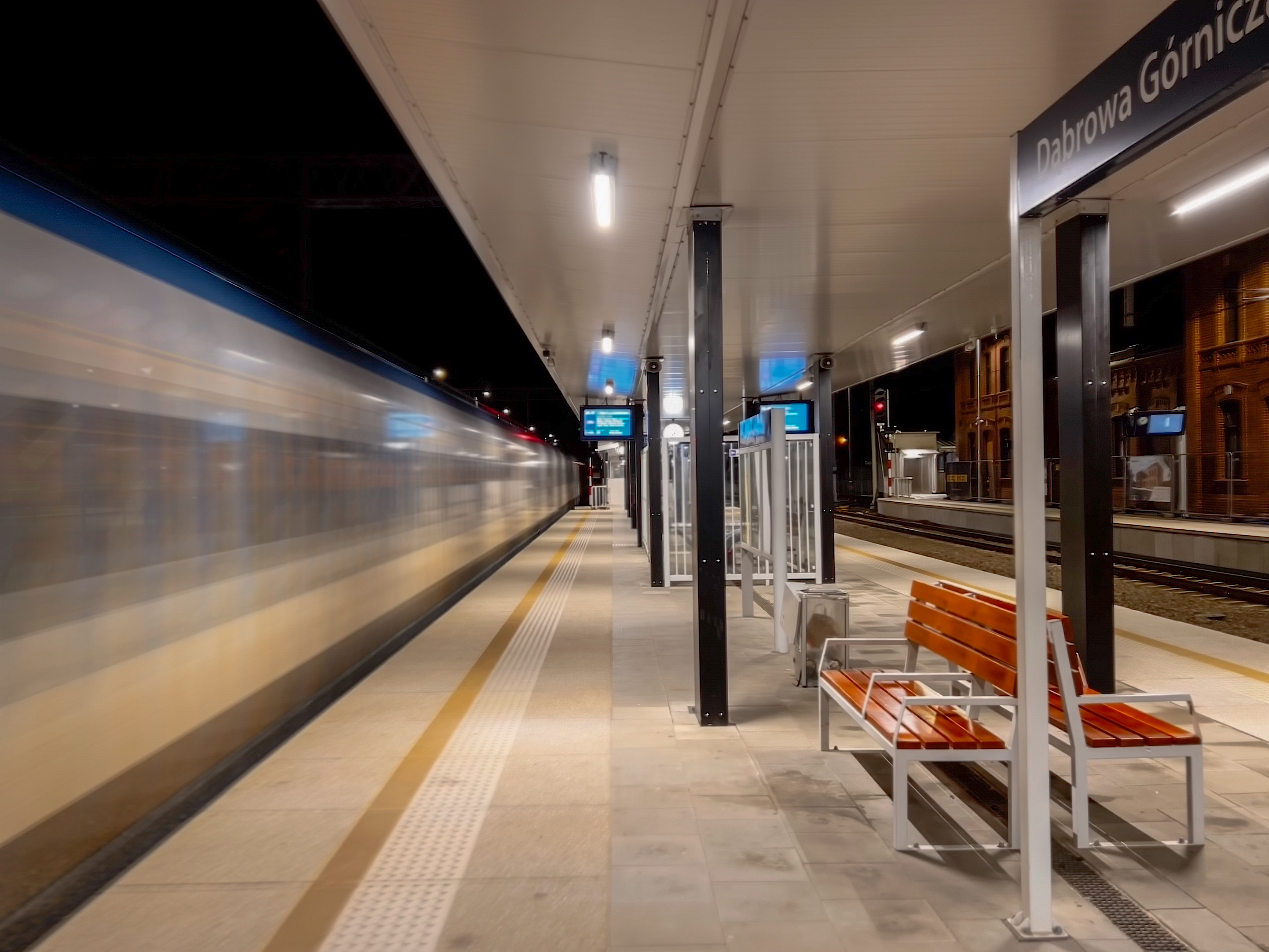
Платформа станції після реновації (2023)
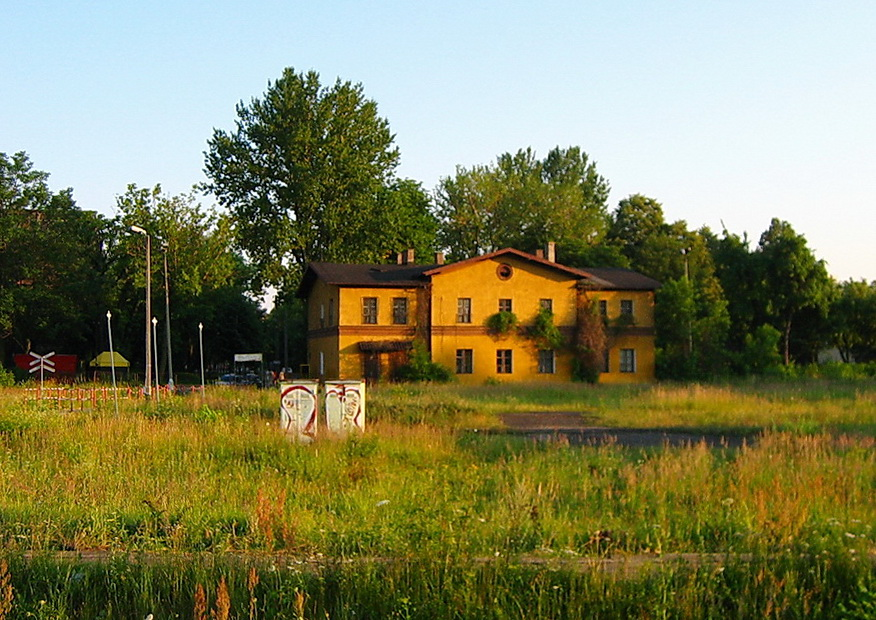
Іваногродський вокзал (2006)
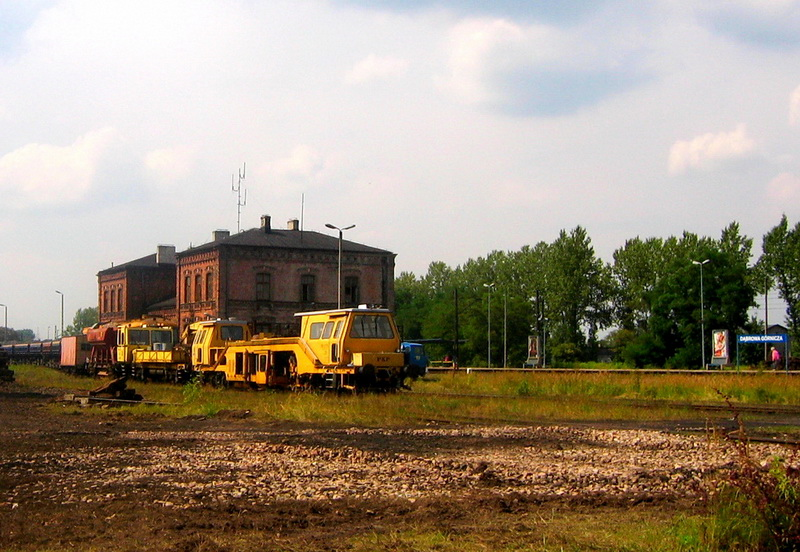
Натискач на станції Домброва Гурніча (2006)
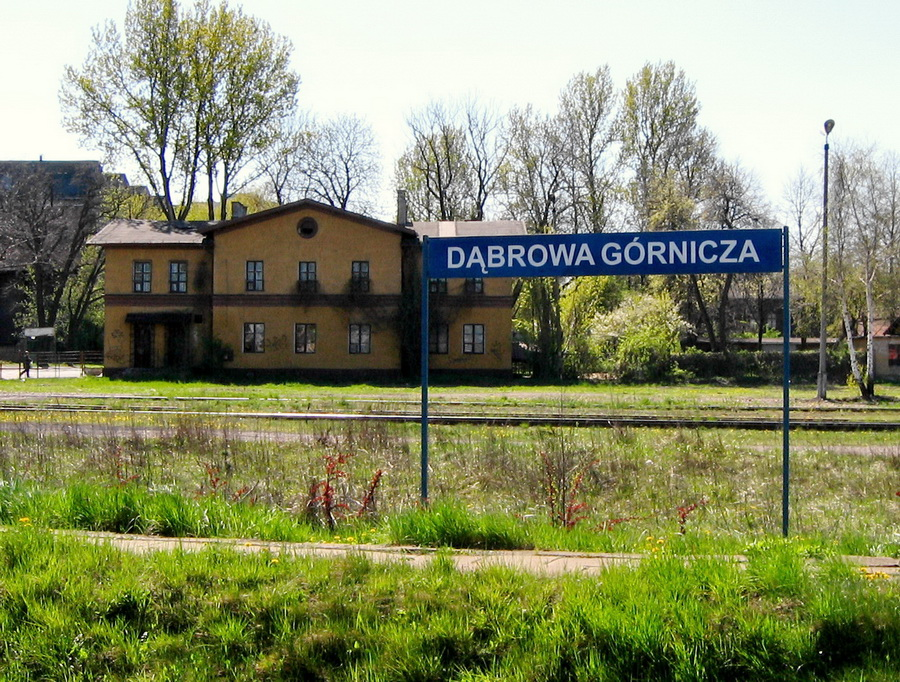
Знесена у 2020 році будівля вокзалу Іваногродсько-Домбровської залізниці
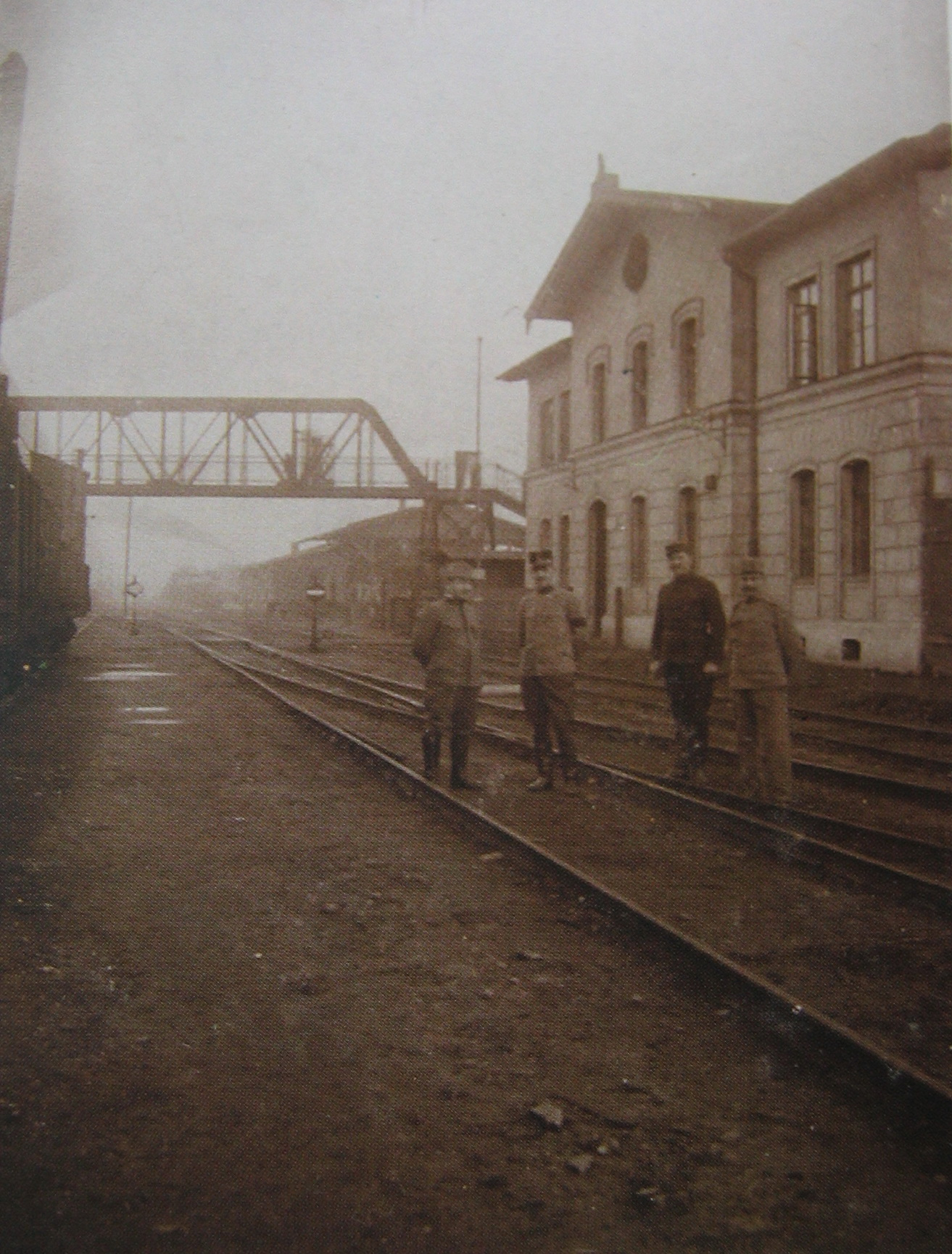
На передньому плані австрійські солдати, що стоять перед будівлею станції Іваногродсько-Домбровської залізниці.
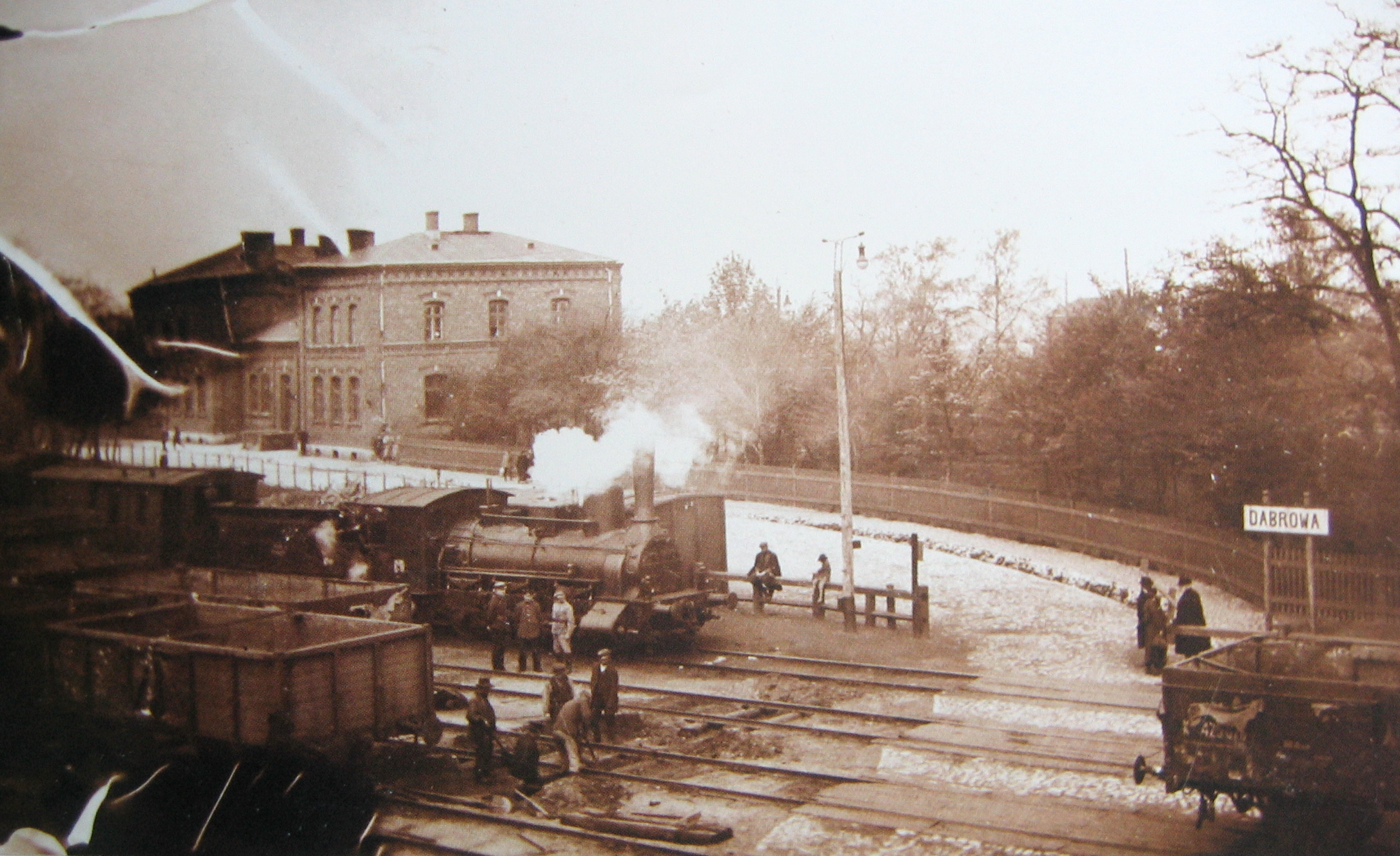
Віденський вокзал (близько 1916)
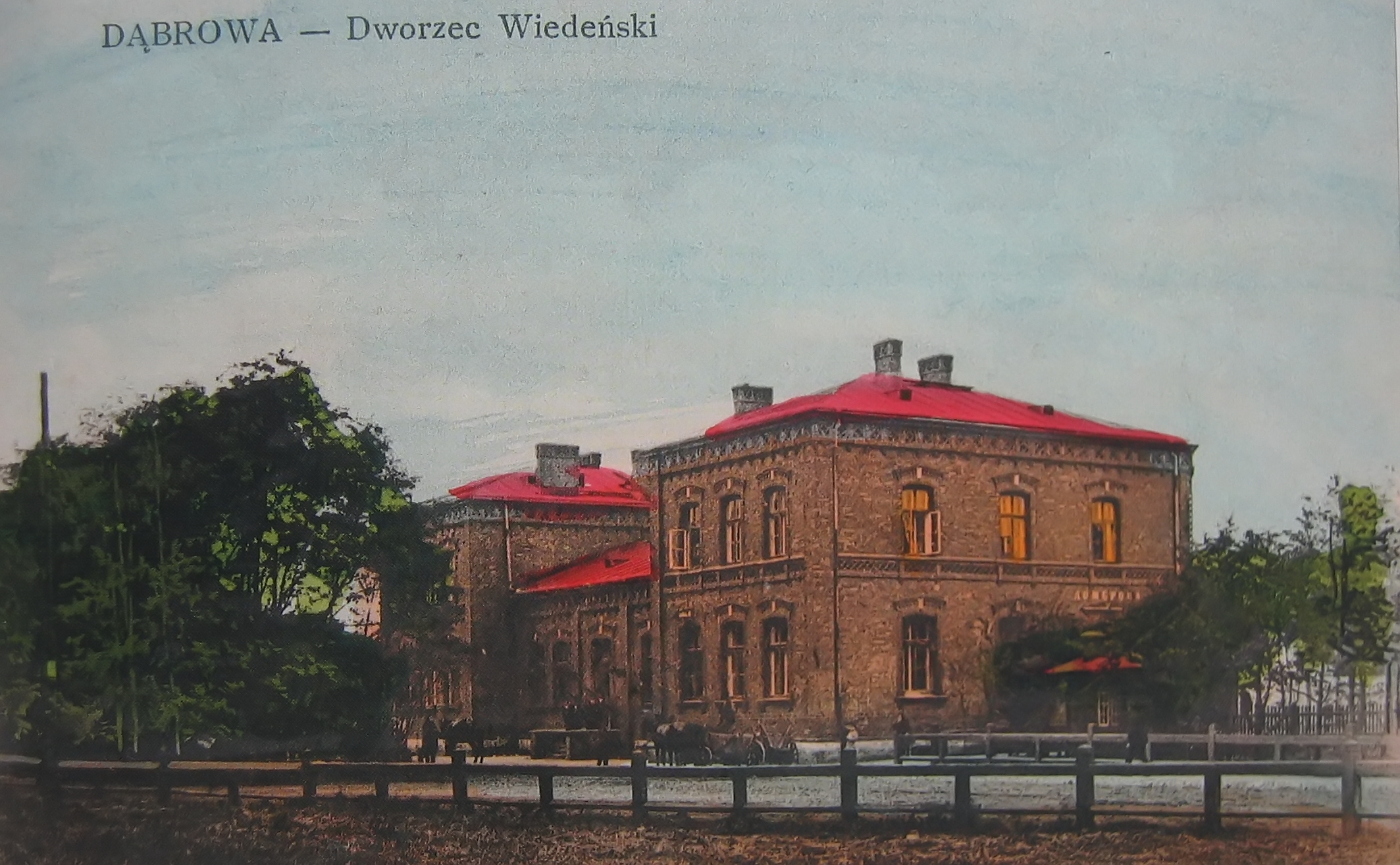
Віденський вокзал (1910)

## Зовнішні посилання
- Сторінка 573 на сайті Bazakolejowa.pl (пол.)